# Jiří Feureisl
Jiří Feureisl (3. října 1931, Strašice – 12. května 2021, Karlovy Vary ) byl český fotbalista a hokejista, reprezentant Československa v kopané. Je zvláštním úkazem v historii československé kopané, protože se dostal do reprezentačního mužstva z 2. ligy a jako druholigový hráč se dokonce zúčastnil mistrovství světa roku 1958 ve Švédsku, kde vstřelil i gól. V národním týmu debutoval v zápase Mezinárodního poháru ve Švýcarsku roku 1956 a hned vstřelil čtyři branky (Československo tehdy vyhrálo 6:1). Další gól přidal v prestižním zápase s tehdy famózním Maďarskem (Čechoslováci vyhráli 2:4) a získal si tak důvěru trenérů Kolského a Rýgra, přestože neopustil druholigové Dynamo Karlovy Vary. Nakonec ho nominovali i na šampionát do Švédska, kde se jim odměnil brankou do sítě Argentiny, v památném zápase, kdy československý tým porazil jihoamerickou fotbalovou velmoc 6:1. Na šampionátu však Čechoslováci nakonec neuspěli, nepostoupili ze základní skupiny a z národního týmu vypadl i Feureisl – podle svých slov proto, že odmítl přestoupit do některého z pražských prvoligových klubů . V jedenácti reprezentačních startech dal celkem 7 gólů. První fotbalovou ligu hrál jen krátce, na vojně v tehdejším Tankistovi Praha. Zvláštním úkazem byl i proto, že hrál souběžně s fotbalem na vrcholové úrovni i hokej, nastupoval za tehdejší karlovarský tým v první hokejové lize.